# Seznam biskupů diecéze Graz-Seckau

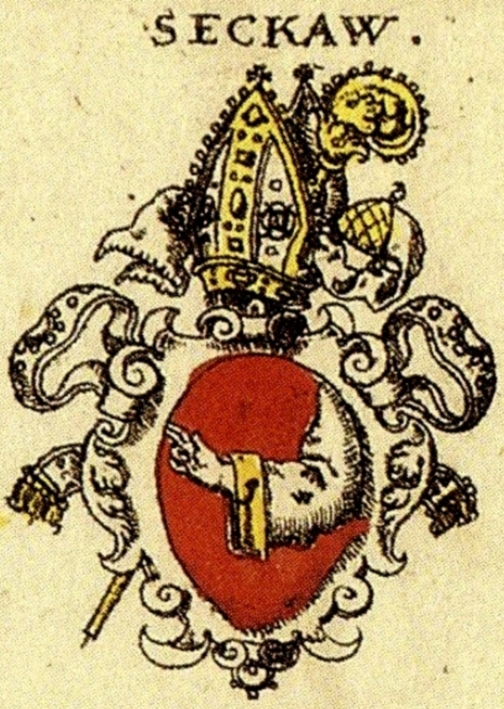
Znak diecéze sekovské podle Siebmacherova Wappenbuchu z roku 1605

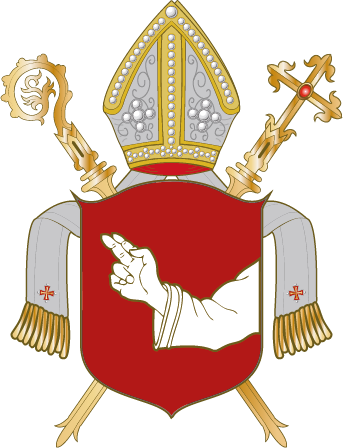
Moderní podoba znaku

Toto je seznam diecézních biskupů diecéze Graz-Seckau:

## Seznam biskupů
- Karel I. z Friesachu 1218–1230
- Jindřich I. 1231–1243
- Oldřich I. 1243–1268
- Wernhard z Marsbachu 1268–1283
- Leopold I. 1283–1291
- Jindřich II. 1292–1297
- Oldřich II. z Paldau 1297–1308
- Fridrich I. z Mitterkirchenu 1308–1317
- Wocho 1317–1334
- Jindřich III. z Burghausenu 1334–1337
- Rudmar z Haderu 1337–1355
- Oldřich III. z Weisseneggu 1355–1372
- Augustin Münzmeister z Breisachu 1372–1380
- Jan I. z Neubergu 1380–1399 (1372 jako protibiskup)
- Fridrich II. z Pernecku 1399–1414
- Sigmar z Hollenecku 1414–1417
- Oldřich IV. z Albecku 1417–1431
- Konrád z Reisbergu 1431–1443
- Jiří I. Lembucher 1443–1446
- Fridrich III. Gren 1446–1452
- Jiří II. Überacker 1452–1477
- Kryštof I. z Trautmannsdorfu 1477–1480
- Jan II. Serlinger 1480–1481
- Matthias Scheit 1482–1502
- Kryštof II. z Zachu 1502–1508
- Matthias Scheit 1508–1512
- Kryštof III. Rauber 1512–1530 (administrátor) (od r. 1508 koadjutor)
- Jiří III. z Tessingu 1536–1541
- Kryštof IV. z Lambergu 1541–1546 (od roku 1537 koadjutor)
- Jan III. z Malenteinu 1546–1550

diecéze sekavská (do roku 1782 v rámci sekavského opatství)
- Filip Renner 1551–1553 (administrátor)
- Petrus Percic 1553–1572
- Jiří IV. Agricola 1572–1584
- Sigmund z Arzt 1584
- Martin Brenner 1585–1615
- Jakub I. Eberlein 1615–1633
- Jan IV. Marek z Altringenu 1633–1664
- Max Gandolf z Kuenburgu 1665–1670
- Václav Vilém sv. p. z Hofkirchenu 1670–1679
- Jan V. Arnošt hrabě z Thun-Hohensteinu 1679–1687
- Rudolf Josef z Thun-Hohensteinu 1690–1702
- František Antonín Adolf z Wagenspergu 1702–1712
- Josef I. Dominikus hrabě Lambergu 1712–1723
- Karel II. Josef hrabě z Kuenburgu 1723
- Leopold II. Antonín Eleutherius sv. p. z Firmianu 1724–1727
- Jakub II. Arnošt z Lichtenštejna-Kastelkornu 1728–1738
- Leopold III. Arnošt hrabě z Firmianu 1739–1763
- Josef II. Filip František hrabě Spaur 1763–1779

Se sídlem ve Štýrském Hradci (od roku 1786)
- Josef III. Adam hrabě z Arco 1780–1802
- Jan VI. Bedřich hrabě z Valdštejna-Wartenbergu 1802–1812
- Simon Melchior de Petris 1812-1823 jako apoštolský vikář
- Roman Franz Xaver Sebastian Zängerle 1824–1848
- Josef IV. Othmar von Rauscher 1849–1853
- Ottokar Maria hrabě z Attemsu 1853–1867
- Johann VII. Baptist Zwerger 1867–1893
- Leopold IV. Schuster 1893–1927
- Ferdinand Stanislaus Pawlikowski 1927–1953
- Josef V. Schoiswohl 1954–1968

Diecéze hradecko-sekavská / Graz-Seckau (od roku 1963)
- Johann VIII. Weber 1969–2001
- Egon Kapellari od 14. března 2001 do 2015
- Wilhelm Krautwaschl od 16. dubna 2015